# Koloniální správa Britského impéria
Koloniální správa Britského impéria byla realizována na území koloniální říše Velké Británie, trvající od 16. do 20. století. V době svého vrcholu britské impérium ovládalo čtvrtinu světové populace, čtvrtinu zemského povrchu a téměř všechny oceány.

## Oblast politická
Britský koloniální přístup se dá definovat jako tzv. nepřímá správa nebo nepřímé vládnutí. Nepřímá správa se vyznačovala tím, že vládnutí v britských koloniích bylo ponecháno v rukách místních vládců, nikoliv Evropanů. Sami Britové nevládli, ani nebyli obsazováni do vyšších funkcí ve vládě, ve většině případů plnili pouze konzultační úlohu. Vládnoucí elity v koloniích pak s Brity spolupracovaly nebo byly ke spolupráci nuceny. Aby Britové Afričany ke spolupráci přesvědčili, byly místní elity často zkorumpovány a za spolupráci s kolonizátory získávaly finanční obnos, ochranu nebo jim bylo poskytnuto bydlení. Ve školách západního stylu se vzdělávala nová vrstva místních obyvatel. Takto vystudovaní Afričané poté sloužili jako prostředníci mezi místním obyvatelstvem a koloniální vládou.
Britský systém vládnutí neplánoval kulturní asimilaci obyvatelů v koloniích jako tomu bylo v případě koloniálního přístupu Francie. Britové usilovali pouze o udržení stability v koloniích. Ke splnění tohoto cíle rozdělili obyvatelstvo v koloniích na základě sociálního, kulturního nebo etnického původu a kontrolou nad nimi je odrazovali od vzájemné spolupráce. Zároveň nepřímý způsob vládnutí přispěl k diverzifikaci etnik v britských koloniích. Obyvatelstvo se začalo identifikovat spíše jako součást určitého kmene nebo vesnice než jako příslušník daného státu.
Aby se Velká Británie vyhnula vzniku koalice v koloniích, která by mohla ohrozit její pozici hegemona, ponechala instituce ve stavu před-koloniálního období. Zanechání tradičních institucí zároveň znamenalo decentralizovaný byrokratický systém, který podporoval rivalitu mezi jednotlivými etniky. V takto fungujícím systému byla potřeba intervence ze strany Britů velmi malá a nepřímá správa se pro Velkou Británii ukázala jako finančně nenáročná.
Nepřímá správa byla založena na předpokladu, že obyvatelé kolonií si nikdy nemohou být rovni s Brity a Afričani jim musí být podřízeni. Etnické menšiny v bývalých britských koloniích se mohly lépe organizovat v politické činnosti. Nicméně vzhledem k autokratické povaze státu, ve kterém žily, se nenásilná politická aktivita setkala s odporem a proto se menšiny uchylovaly k násilným povstáním, kterým kvůli nezměněným institucím nebylo zabráněno.
Z důvodu podřazenosti bylo místní obyvatelstvo na veřejných místech často separováno a muselo být ve školách, nemocnicích nebo veřejné dopravě odděleno. V některých regionech existovaly čtvrti obydlené pouze jednou rasou. Segregace existovala i v rámci místního obyvatelstva, které bylo rozděleno dle různých etnik nebo náboženského vyznání.
Britský přístup měl však s ohledem na pozdější vývoj v dekolonizovaných zemích i pozitivní vliv. Kolonizátoři vytvořili v koloniích lepší infrastrukturu, která později pomohla koloniím k nezávislosti a k udržení demokracie. Pozitivní vliv měl i vyvinutý systém školství, doprava, komunikace či vyzdvihování právního státu. Nepřímá správa Britů zároveň přispěla k tomu, že v dekolonizovaných zemích vládlo více politických stran.

## Oblast ekonomická
Hlavním ekonomickým cílem britského kolonialismu bylo získávání nerostného bohatství z kolonií a využívání lidské práce místního obyvatelstva. Koloniální mocnosti však neměly zájem podporovat rozvoj kolonie, orientovaly se na naplňování potřeb vlastní metropole. Po Berlínské konferenci, na které se ustanovily sféry vlivu koloniálních mocností v Africe, Velká Británie neváhala a započala získávání nerostných surovin a pěstování tržních plodin i přes tradiční odvětví. Export těchto surovin byl závislý pouze na odběru Velké Británie a z toho důvodu vznikala silná závislost kolonie na metropoli.
Nepřímá správa kolonií se projevila i v ekonomické oblasti. Minimalizováním přímého zapojení v koloniálních ekonomikách dovolila britská vláda soukromým firmám využívat bohatství v koloniích a vyhnula se tak velkým státním investicím do těchto zemí. Díky ekonomickému propojení prostřednictvím Commonwealthu, zachovávajícímu preferenční tržní přístup, existovalo širší spektrum obchodních partnerů, než tomu bylo u francouzských regionálních uskupení.
Britské království dále usilovalo o zapojení Afričanů do pracovního procesu. Místní obyvatelé se mohli uplatnit především ve stavitelství, na nižších pozicích ve zdravotnictví, na železnici ale i ve veřejné správě.

## Oblast sociální
Systém školství v britských kolonií byl z velké části ovlivněn londýnskou metropolí. Hlavním důvodem zásahu do systému vzdělání ze strany Britů byla snaha vzdělat vybrané místní obyvatelstvo, které bylo považováno za Evropanům nerovné a zdivočelé, dosadit ho do vládnoucích struktur a nahradit tak Evropany. Jako důsledek nepřímé správy vybrali Britové skupinu obyvatel, které prostřednictvím vzdělání, jazyka a kultury vnukli stejný pohled na svět, jako měli sami kolonizátoři.
Ve vzdělávacích institucích v britských koloniích byla používána angličtina. V rámci britské politiky „rozděl a panuj“ podporovali Britové rozšířené místní jazyky v jednotlivých koloniích, ale zdůrazňovali pozici angličtiny jako nejprestižnějšího jazyka. Pro obyvatele, kteří se chtěli podílet na veřejném životě a být sociálně aktivní, se stala angličtina nutností. Tito vzdělaní lidé potom vychovávali své děti spíše v angličtině než v africkém jazyce.
Velká Británie ponechala ve většině svých kolonií místní náboženské struktury, které nechtěla poničit. Před příchodem kolonizátorů i během kolonialismu byly v západní Africe založeny křesťanské misie. Právě ty založily formální vzdělávací instituce a během kolonialismu usilovaly o udržení afrických jazyků.